# Lohbergtunnel (Straßentunnel)
Der Lohbergtunnel ist ein Straßentunnel im Landkreis Darmstadt-Dieburg. Er dient der Bundesstraße 426 als Ortsumgehung von Nieder-Ramstadt. Der Tunnel besitzt eine Länge von 1,08 km. Eröffnet wurde er am 29. Juni 2007.

## Ausbauzustand
Der Tunnel verfügt über eine Röhre mit einem Fahrstreifen je Fahrtrichtung sowie einen Fluchtstollen, der über rund zwei Drittel der Länge im südlichen Teil parallel verläuft.

## Sicherheit
Im ADAC-Tunneltest 2010 wurde der Tunnel als einer der drei sichersten Deutschlands eingestuft.